# Aochi Shigetsuna
Aochi Shigetsuna est un nom japonais traditionnel ; le nom de famille (ou le nom d'école), Aochi, précède donc le prénom (ou le nom d'artiste).
Aochi Shigetsuna (青地 茂綱, ?-19 octobre 1570) est un samouraï vassal du clan Oda de la fin de l'époque Sengoku du Japon féodal. Deuxième fils légitime de Gamō Sadahide, Shigetsuna est plus tard adopté par Aochi Nagatsuna, daimyo résidant dans le district de Kurita de la province d'Ōmi. Vers 1569, Shigetsuna et son frère Gamo Katahide font soumission à l'éminent Oda Nobunaga. Un an après cet événement, Shigetsuna accompagne son nouveau seigneur dans une campagne qui vise à en finir avec les orgueilleux Asakura de la province d'Echizen. Cependant, après qu'Asai Nagamasa s'est libéré de son allégeance aux Oda en soutien des Asakura avec lesquels ils étaient mutuellement alliés depuis de nombreuses générations, l'armée Oda est contrainte à la retraite et Shigetsuna perd la vie en défendant leur arrière-garde.

## Source de la traduction
- (en) Cet article est partiellement ou en totalité issu de l’article de Wikipédia en anglais intitulé « Aochi Shigetsuna » (voir la liste des auteurs).